# Детска градина
Детската градина е обществено заведение за предучилищно отглеждане и възпитание, както и за предучилищно образование на деца. 
Системата от детски градини е предназначена както за първоначална социализация на децата, обучението им на навици за общуване с връстници, така и за масово, общодостъпно решение на заетостта на техните родители (поради което работното време на детските градини в повечето случаи съвпада с обичайното работно време на повечето професии: от 8 до 18 астрономични часа, 5 работни дни в календарна седмица).
В системата на детските градини се осъществява също и минималната подготовка на децата за обучение в училище – на ниво първични навици за самообслужване и подготовка за успешно училищно обучение (специална и психологична).
Детските градини могат да са както държавни или общински, така и частни.

## История
Първата в света детска градина е организирана от германския педагог Фридрих Фрьобел в град Бад Бланкенбург, Тюрингия (днес в Германия) през 1837 г. Детските градини в Прусия обаче са забранени от 1851 г. до 1860 г.
Първата обществена детска градина в България е открита в Свищов през 1882 г. Неин създател е Никола Живков – учител, книжовник и обществен деец.
Първата детска градина (забавачница) в Разград е открита на 1 септември през 1891 г. (сп. „Предучилищно възпитание“, кн. № 9, 1955 г.).
Никола Живков се премества през 1886 г. във Варна. Там той открива първата варненска детска градина в същата година и втора през 1887 г., която била в старата българска черква на града. Той се водел управител на детските градини. Други детски градини се разкриват в Пловдив (1884 г.), държавна детска градина в София с ръководител швейцарката Хенриета Мотийо (1888 г.), Русе (1889 г.), Станимака, дн. Асеновград, (1889 г.), с. Клисура (днеш. гр. Клисура (1889 г.), Пазарджик (1890 г.), Балчик (1890 г.), Плевен (1891 г.), Разград (1891 г.), Добрич (1893 г.), Бургас (към края на XIX в.) и други. През 1937 г. царицата-майка Йоанна (род. 13.11.1907 г. - поч. 26.02.2000 г.) дарява на с. Куртово Конаре първата селска детска градина.

## България
Шаблон:Unreferenced section
Терминът детска градина в България се отнася за образование на деца на възраст от 3 г. до постъпването им в І клас (7 годишна възраст). Посещението на детските градини е задължително за деца, навършили 5 години, както и 2 години преди постъпване в училище.
През последните години се задълбочава кризата заради липса на места в детските градини в големите градове на България. Първата местна власт, която обръща сериозно внимание по темата, е Община Варна. Само за година са открити 2 нови сгради на детски заведения. Според Борислав Гуцанов, председател на Общинския съвет във Варна, през 2009 г. ще бъдат построени още 2 нови детски градини във варненските квартали „Младост“ и „Аспарухово“. За да се увеличи капацитетът, се планира да бъдат ремонтирани сгради и да се открият допълнителни филиали на детски заведения.